# Brevet de technicien supérieur - Industries plastiques Europlastic

## Secteur d’activité
À partir de connaissances plasturgistes solides, le technicien supérieur des entreprises européennes de plasturgie, pilote la production depuis le montage et le réglage des outillages jusqu’au management des hommes. C’est un technicien et un manageur opérationnel.

### Au cours de la formation l’étudiant acquiert à la fois

#### Les savoirs relatifs aux procédés de transformation
- Moulage par injection
- Extrusion des plastiques
- Extrusion de gaines
- Extrusion et Injection soufflage
- Thermoformage
- Moulage par compression des thermodurcissables
- Moulage au contact des résines thermodurcissables
- Moulage par projection simultanée.
- RTM ( Resin Transfer Moulding)
- Infusion

#### Les compétences communes à tous les procédés industriels
- Organiser la production
- Conduire la production
- Gérer la production
- Assurer la qualité de la production
- Maintenir la performance
- Améliorer et innover
- Prévenir et protéger
- Protéger et animer

## Organisation de la formation
| Enseignement général                                          | 1re année | 2e année |
| ------------------------------------------------------------- | --------- | -------- |
| Français                                                      | 2,5 h     | 2 h      |
| Langue vivante : Anglais                                      | 3 h       | 3 h      |
| Mathématiques                                                 | 2 h       | 2 h      |
| Sciences physique Chimie                                      | 4 h       | 3,5 h    |
| Enseignement technologique                                    | 1re année | 2e année |
| Produire en plasturgie                                        | 9 h       | 6 h      |
| Optimiser le processus d’obtention d’un produit en plasturgie | 12,5 h    | 12,5 h   |
| PPCI                                                          |           | 1,5 h    |
| Économie et Vie des entreprises                               | 1 h       | 1 h      |

Total : 34 heures en première année et 31,5 heures en deuxième année.

## Les stages
Les étudiants préparant le brevet de technicien supérieur des industries plastiques EuroPlastic doivent accomplir obligatoirement deux stages en milieu professionnel à plein temps dans une entreprise ayant une activité de production plastique et optionnellement une troisième période dans des conditions professionnelles identiques se déroulant dans un pays de la communauté européenne hors la France.

### Premier stage
C’est un stage en situation d’ouvrier d’une durée de deux semaines en fin de première année de formation. Il doit permettre de :
o	Découvrir les aspects structurels et fonctionnels d’une entreprise du secteur de la Plasturgie à partir d’un poste d’opérateur.
o	Acquérir une première expérience en présentation d’activité, écrite et orale.
Ce stage sert de support à la rédaction d’un rapport utilisé en cours de formation (CCF épreuves E1 et E2).
C’est également durant cette période que l’étudiant peut trouver la problématique qu’il développera en PPCI.

### Deuxième stage
C’est un stage en situation de technicien sous le tutorat du chef d’équipe ou du responsable d’atelier, d’une durée de quatre semaines au début du second trimestre de la deuxième année de formation entre les congés de Noël et les vacances d’hiver. Il doit permettre de :
o	Découvrir les aspects du management d’équipe dans une situation réelle d’entreprise
o	Permettre au futur technicien de se mettre progressivement en situation de responsable d’îlot.
o	Prendre en compte les contraintes d’amélioration continue de la production et la prévention des risques industriels et de protection de l’environnement.
Ce stage sert de support à la situation d’évaluation en CCF (Manager et Animer - épreuve E42).
Il est vivement recommandé que les deux stages soient réalisés dans une même entreprise (ou un même groupe).

### Troisième stage
C’est un stage dans un pays Européen, dans une entreprise de plasturgie et dans des conditions de découverte, d’observation et d’analyse. Ce stage facultatif, d’une durée de six à huit semaines, sert de support à l’épreuve facultative UF3. Elle conduit à la rédaction d’un rapport de vingt pages présenté à un jury.
Ce stage doit permettre principalement de :
o	Appréhender les caractéristiques économique et industrielle d’un pays européen dans le domaine de la plasturgie ;
o	Comprendre les implications de l’entreprise dans le système économique régional et national;
o	Appréhender les approches technologiques spécifiques au métier dans le pays d’accueil ;
L’établissement de formation et la fédération de plasturgie en liaison avec l’European Plastics Converter EuPC accompagnent l’étudiant dans la recherche et la mise en place du stage (réseau européen des entreprises de plasturgie, réseau européen des centres de formation de plasturgie ...). Des bourses en provenance de la Communauté européennes, des collectivités locales ou de la profession sont à rechercher pour faciliter la mobilité de tous les étudiants en Europe.

## Contenu de la formation
- Les matières générales (Français, Anglais, Mathématiques)

Elles sont communes à tous les BTS industriels. L’enseignement renforcé d’anglais relève du caractère européen du diplôme.
- Les sciences physiques et la chimie

Elles permettent d'appréhender les phénomènes rencontrés lors de la transformation des matières plastiques. 
- Produire en plasturgie

Les équipements industriels mis à  la disposition des étudiants permettent de mettre en œuvre les procédés de transformation thermoplastiques, thermodurcissables (composites). Les problèmes de qualité, de maintenance et d’organisation de la production sont traités au cours de cet enseignement.
- Optimiser le processus d’obtention d’un produit en plasturgie.

Grâce à une connaissance poussée des technologies de transformation des matériaux plastiques. Les étudiants peuvent valider leur choix grâce aux outils informatiques et un laboratoire d’analyse des matériaux plastiques.

## Règlement d'examen
Le présent règlement d’examen concerne les étudiants, scolaires des établissements publics ou privés sous contrat et les apprentis des CFA ou sections d'apprentissage habilitées à pratiquer le Contrôle en cours de formation.
| Nature de l'épreuve                                                       | Épreuve | Coefficient | Forme  | Durée        |
| ------------------------------------------------------------------------- | ------- | ----------- | ------ | ------------ |
| Culture générale et expression                                            | E1      | 2           | CCF    | 3 situations |
| Langue vivante : Anglais                                                  | E2      | 2           | CCF    | 2 situations |
| Mathématiques                                                             | E31     | 1,5         | écrite | 2 h          |
| Sciences Physiques                                                        | E32     | 3,5         | écrite | 3 heures     |
| Produire en plasturgie                                                    | E4      | 7           | CCF    | 3 situations |
| Optimiser en plasturgie                                                   | E5      | 5           | écrite | 5 heures     |
| Innover en plasturgie (P.P.C.I.) Projet Plasturgie à Caractère Industriel | E6      | 6           | orale  | 40 minutes   |

## Poursuites d'études
Le BTS est conçu pour permettre une insertion directe dans la vie active. Cependant, les poursuites d'études suivantes sont possibles en licence professionnelle notamment.

## Établissements de formation
- Lycée Arbez Carme à Bellignat (Ain), au centre de la Plastic Valley enseigne le BTS IPE en association avec les BTS ERO et CPI.
- Lycée Jean-Perrin à Marseille (Bouches-du-Rhône).
- Lycée Val de Garonne situé à Marmande (Lot-et-Garonne) enseigne également le BTS IPE, en association avec les BTS ERO (Étude et réalisation d'Outillages), CRS (Conception et Réalisation de Systèmes automatiques) et Technico-Commercial.
- Lycée Diderot de Langres (Haute-Marne).
- Lycée Marcelin Berthelot situé à Questembert (Morbihan).
- Lycée Germaine-Tillion à Thiers (Puy-de-Dôme), en complément du bac pro Plastiques et composites.

## Sites consacrés au BTS Industries Plastiques Europlastic IPE
- www.europlastic.org: le site de présentation de la formation
- Le référentiel du BTS Industries Plastiques Europlastic
- Lycée Val de Garonne, BTS IPE: Le site du Lycée Val de Garonne (Lot-et-Garonne) proposant le BTS IPE

1. ↑  letudiant.fr La baisse des effectifs en BTS,  Valentine Daléas, publié le 24 avril 2023.
2. ↑  letudiant.fr Les quotas, symboles de l'abandon des bacheliers professionnels, Thibaut Cojean, publié le 29 mai 2019.
3. ↑  94.citoyens.com Quotidien d'information locale et citoyenne Parcoursup: le détail des quotas pour que les bacs S et ES ne trustent plus les BTS, Val-de-Marne | 27 mais 2018 par C. Dubois.